# Sierafima Lubimowa
Sierafima Timofiejewna Lubimowa (ros. Серафима Тимофеевна Любимова, ur. 1898 w Sarańsku, zm. 1970 w Moskwie) – radziecka działaczka państwowa i partyjna.

## Życiorys
Od 1919 należała do RKP(b), studiowała na Wydziale Prawnym Uniwersytetu Saratowskiego (nie ukończyła), od 1920 pracowała w saratowskim gubernialnym komitecie Komsomołu, do 1922 kierowała Wydziałem ds. Pracy Wśród Kobiet Saratowskiego Gubernialnego Komitetu RKP(b), 1922-1923 była instruktorem Wydziału ds. Pracy Wśród Kobiet KC RKP(b). Od września 1923 do listopada 1924 kierowała Wydziałem ds. Pracy Wśród Kobiet KC Komunistycznej Partii (bolszewików) Turkiestanu, od listopada 1924 do listopada 1926 kierowała Wydziałem ds. Pracy Wśród Kobiet/Wydziałem ds. Pracy Wśród Robotnic i Chłopek KC WKP(b), 1926 została kierowniczką Wschodniej Grupy Wydziału Robotnic i Chłopek KC WKP(b). Od 1928 do września 1929 była przewodniczącą Komitetu Wykonawczego Kałuskiej Rady Gubernialnej, potem kierowała moskiewskim obwodowym oddziałem edukacji ludowej, 1955 była dyrektorem Domu Księgi Dziecięcej w Moskwie.